# Matthieu Androdias
Matthieu Androdias (La Rochelle, 11 giugno 1990) è un canottiere francese, vincitore della medaglia d'oro con Hugo Boucheron nel 2 di coppia ai Campionati europei di canottaggio 2021.

## Palmarès
- Giochi olimpici

Rio de Janeiro 2016: finalista nel 2 di coppia.
Tokyo 2020: oro nel 2 di coppia.
- Mondiali

Campionati del mondo di canottaggio 2018: oro nel 2 di coppia
- Europei

Varese 2021: oro nel 2 di coppia.